# Vlastec (okres Písek)
Vlastec je obec v okrese Písek v Jihočeském kraji. Leží asi sedm kilometrů severovýchodně od Písku. Žije zde 228 obyvatel.

## Historie
První písemná zmínka o vesnici pochází z roku 1323.

## Přírodní poměry
Obec leží jižně od soutoku řek Otavy s Vltavou, a protéká jí Křenecký potok.

## Obyvatelstvo
| Rok            | 1869 | 1880 | 1890 | 1900 | 1910 | 1921 | 1930 | 1950 | 1961 | 1970 | 1980 | 1991 | 2001 | 2011 | 2021 |
| -------------- | ---- | ---- | ---- | ---- | ---- | ---- | ---- | ---- | ---- | ---- | ---- | ---- | ---- | ---- | ---- |
| Počet obyvatel | 555  | 562  | 520  | 566  | 532  | 501  | 452  | 348  | 402  | 315  | 288  | 229  | 180  | 179  | 224  |
| Počet domů     | 55   | 59   | 57   | 63   | 60   | 63   | 72   | 80   | 90   | 86   | 80   | 87   | 96   | 105  | 110  |

## Obecní správa
Mezi lety 1850–1879 Vlastec patřila jako osada obce k Záhoří v okrese Písek. V letech 1880–1889 patřila jako osada obce k Hornímu Záhoří. V letech 1890–1963 byla obcí. V letech 1964–1990 patřila jako část obce k Oslovu a od 24. listopadu 1990 je opět samostatnou obcí.

### Části obce
Obec Vlastec je tvořena jediným katastrálním územím, které nese rovněž název Vlastec. V něm se kromě vlastní vesnice Vlastec nachází ještě další dvě osady (části obce) – Červený Újezdec a Struhy.

### Obecní symboly
Znak a vlajka byly obci uděleny rozhodnutím předsedy Poslanecké sněmovny Parlamentu České republiky dne 21. června 2018.

## Doprava
Obcí prochází železniční trať Písek – Tábor a silnice Záhoří – Zvíkovské Podhradí.

## Společnost
Ve Vlastci již funguje sbor dobrovolných hasičů.

## Pamětihodnosti
- Návesní kaple svatého Václava je z roku 1876.[9] Podle záznamů v místní kronice stávala původní kaple na místě u domu čp. 10. Posléze z ní byl ukradený zvonek a tak byla postavena nová dřevěná zvonice na návsi. V roce 1876 za finanční spoluúčasti místních občanů byla postavena současná kaple. V základech jsou zazděny stavební materiály.[9]

- Kovový kříž na kamenném podstavci před návesní kaplí byl postaven Janem Slabým z čp. 16. Vročení kříže 1889.[10]
- U komunikace z obce směrem na Červený Újezdec se vpravo nalézá drobný kovový kříž. Na tomto místě tragicky zahynul před dvaceti léty Antonín Peterka.[10]
- U stejné komunikace ve směru na Červený Újezdec se po pravé straně, směrem k nádraží, na rozcestí nalézá Šimonův kříž. Jde o kovový kříž na vysokém kamenném podstavci. Tento kříž nechal zhotovit Jan Slabý z čp. 16, F. Slabý z čp. 17, Humpál z čp. 1, Humpál z čp. 28, F. Němec z čp. 18, Mára z čp. 6. Původně v těchto místech stával dřevěný kříž.[10]
- Při polní odbočce směrem na Červený Újezdec, ze silnice směr Oslov, se vpravo nachází kovový kříž s kovovým korpusem Krista na kamenném podstavci. Kříž nechal zhotovit orlický kníže Schwarzenberg. Místu se říká " U Blýskavého kříže."[10]
- U komunikace ve směru na Červený Újezdec, před domem čp. 54 se vpravo nachází kamenný kříž s kovovým korpusem Kristova těla.[10]
- U komunikace ve směru na Oslov se v poli mezi vzrostlými stromy, po levé straně, nedaleko obce nacházelo pouhé torzo kříže. Kříž nechala postavit rodina Márova z čp. 6. Vročení na kamenném podstavci kříže je 1876.[10] V roce 2015 byl poškozený kříž znovu obnoven.
- Západním směrem, zhruba kilometr, nedaleko samoty U Marečků se nalézá kovový kříž na vysokém kamenném podstavci. Vročení kříže 1889.[10] V těsné blízkosti tohoto kříže se nachází smírčí kříž.[10]
- Žulový smírčí kříž je nedaleko samoty U Marečků, západním směrem od obce. Výška kříže 71 centimetrů, šířka 49 centimetrů, síla čtrnáct centimetrů. Kříž má zahloubený letopočet 1719 rozdělený latinským křížkem.[11]
- V poli, východním směrem, zhruba 500 metrů od hlavní silnice je umístěný kovový kříž na kamenném podstavci.[10]
- Východním směrem se na pastvině nalézá celokamenný kříž s kovovým korpusem Kristova těla v ohrádce. Kříž nechala zhotovit rodina Humpálova z čp. 1 na památku svého syna Václava, který padl v první světové válce.[10]
- Památník padlým v první světové válce a druhé světové válce se nalézá na návsi.
- Výklenek ve zdi pro sochu světce se nachází v domě čp. 10 nad návsí.[12]

## Galerie

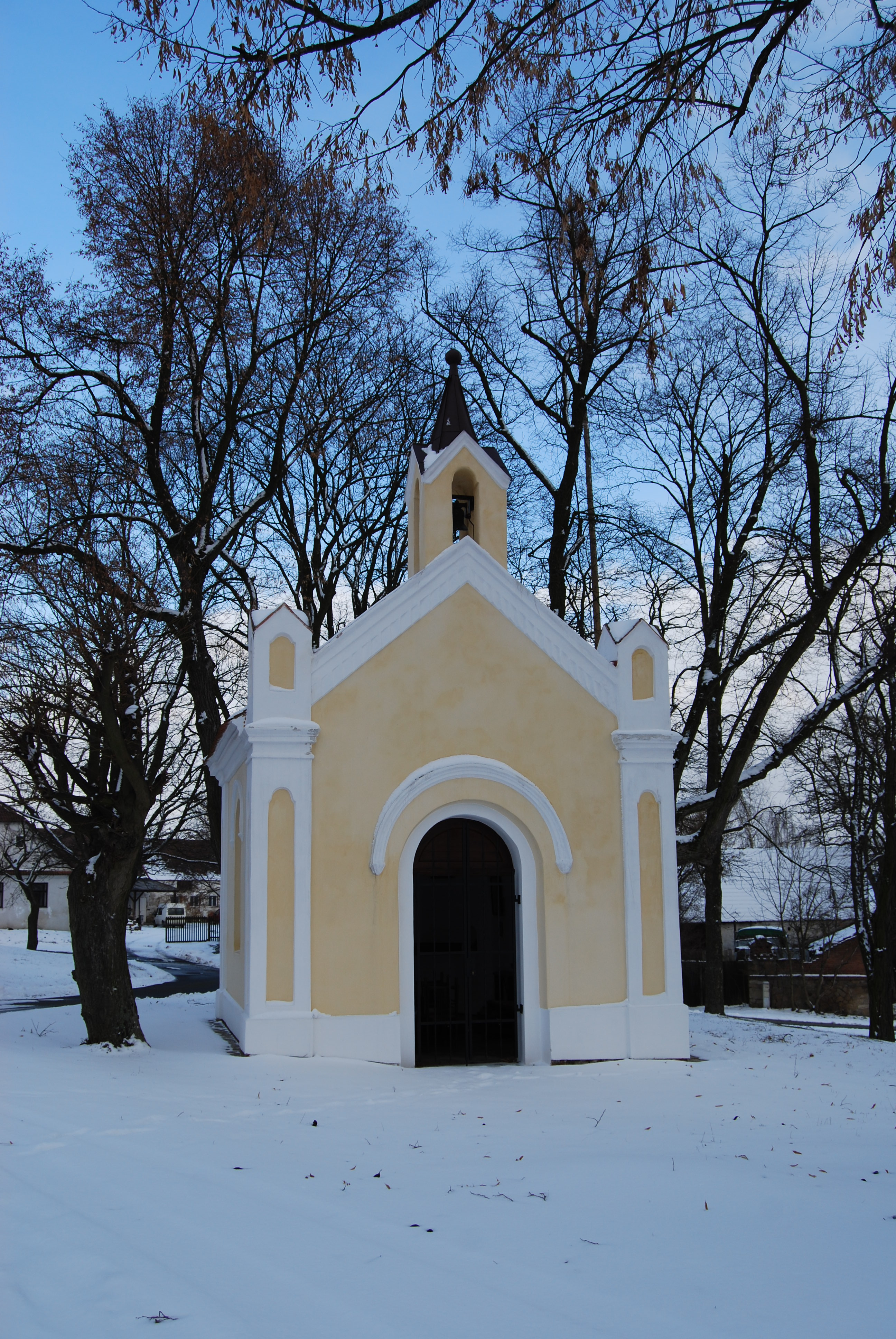
Návesní kaple
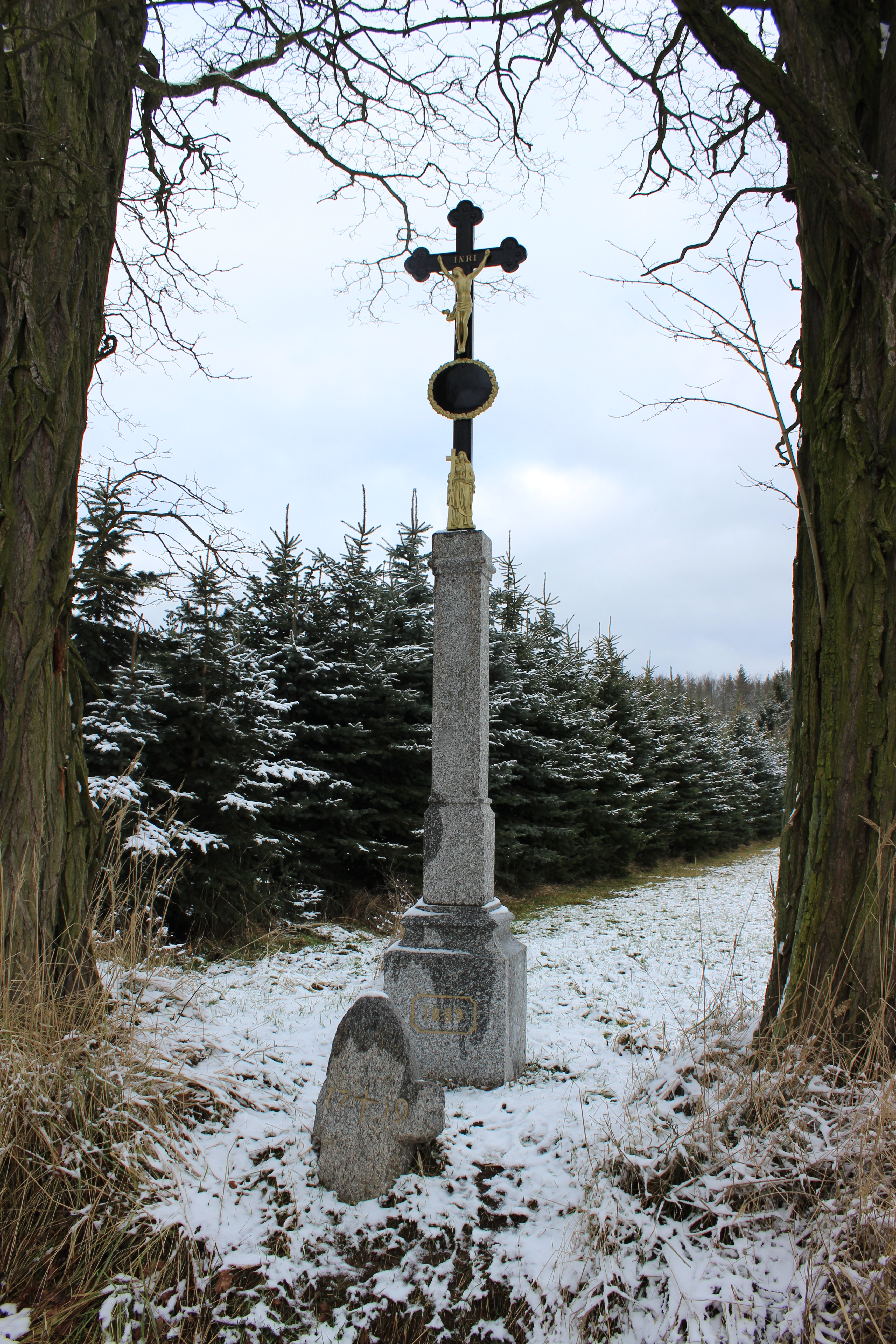
Kříže na samotě U Marečků
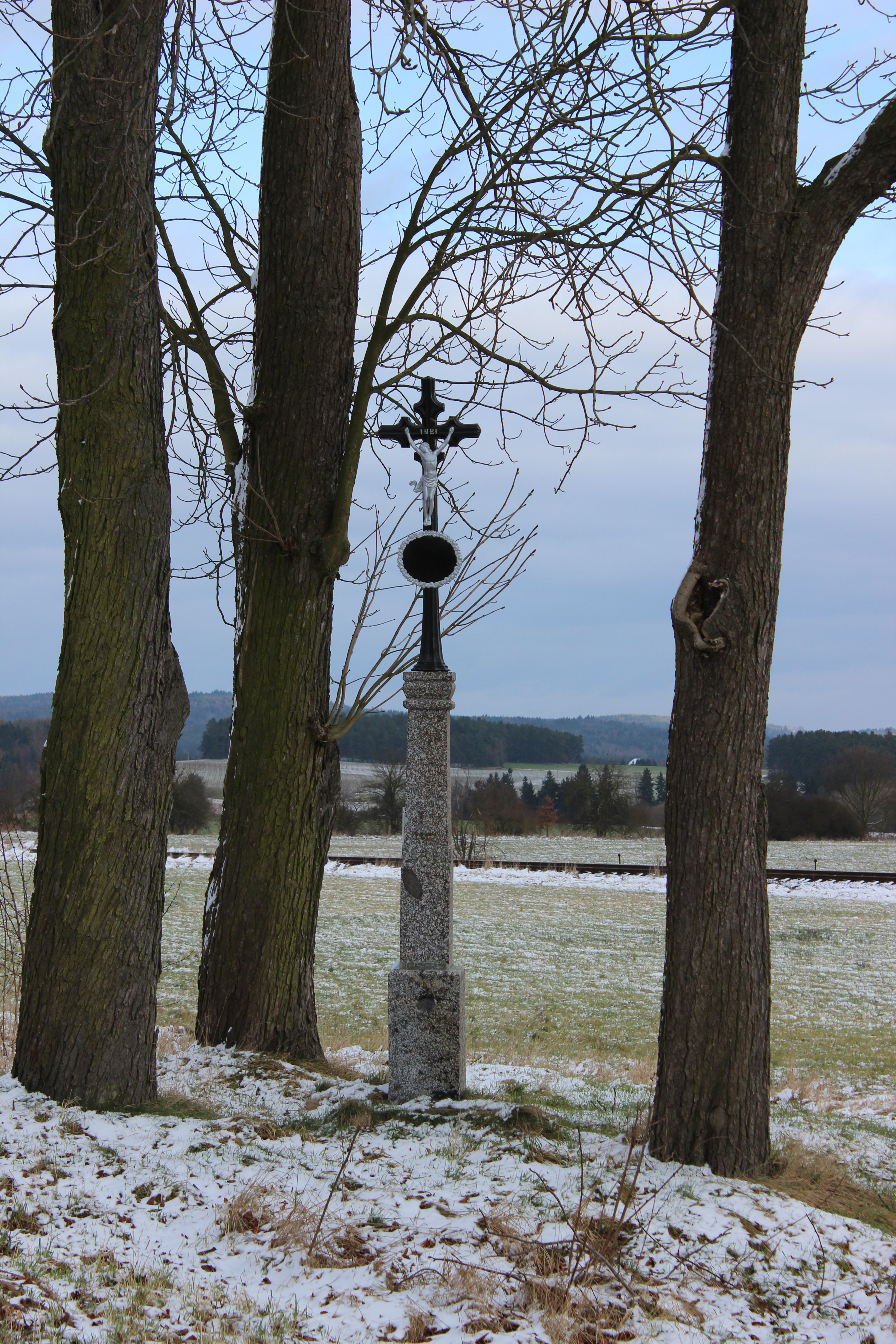
Kříž u silnice směrem na Červený Újezdec
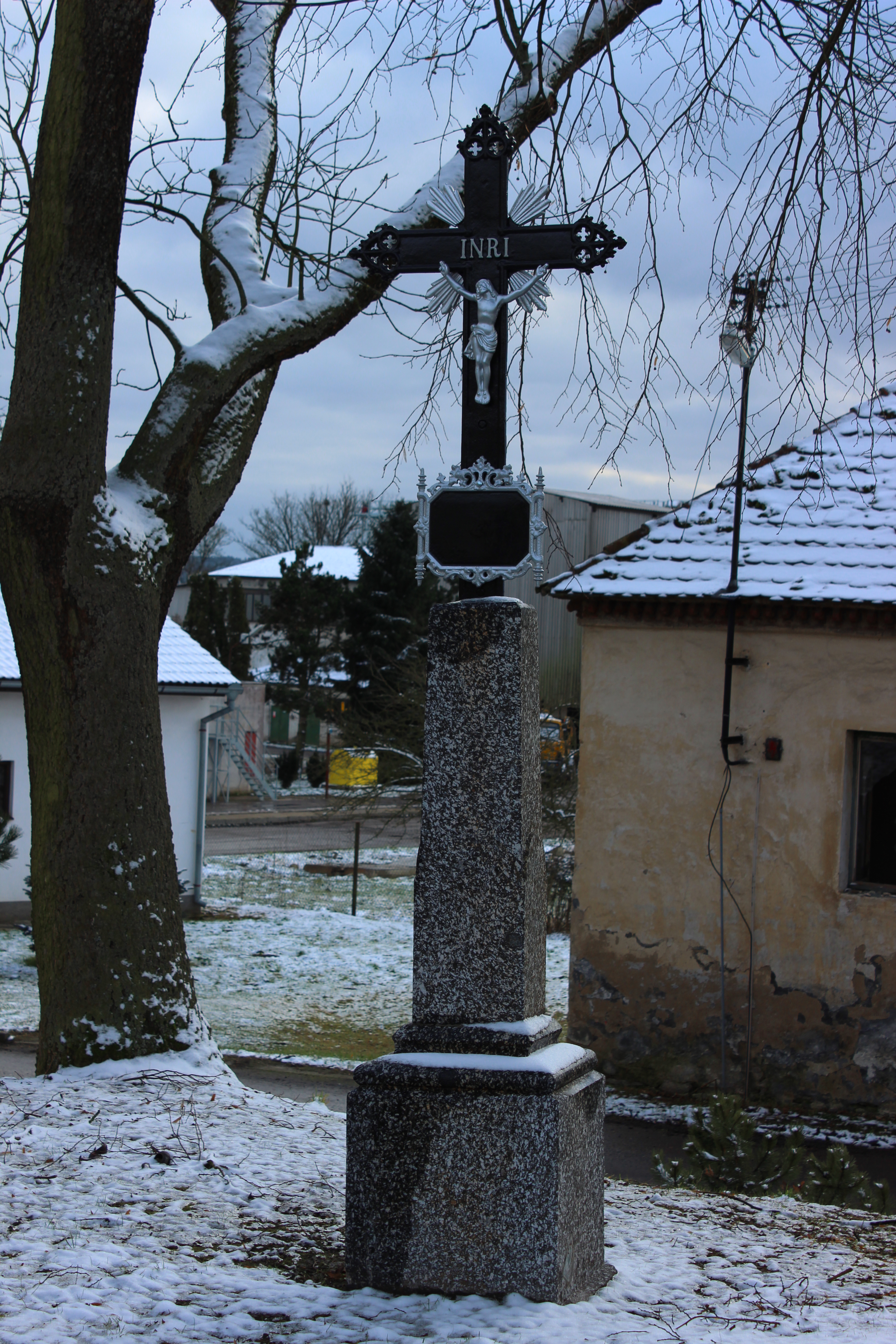
Kříž před kaplí
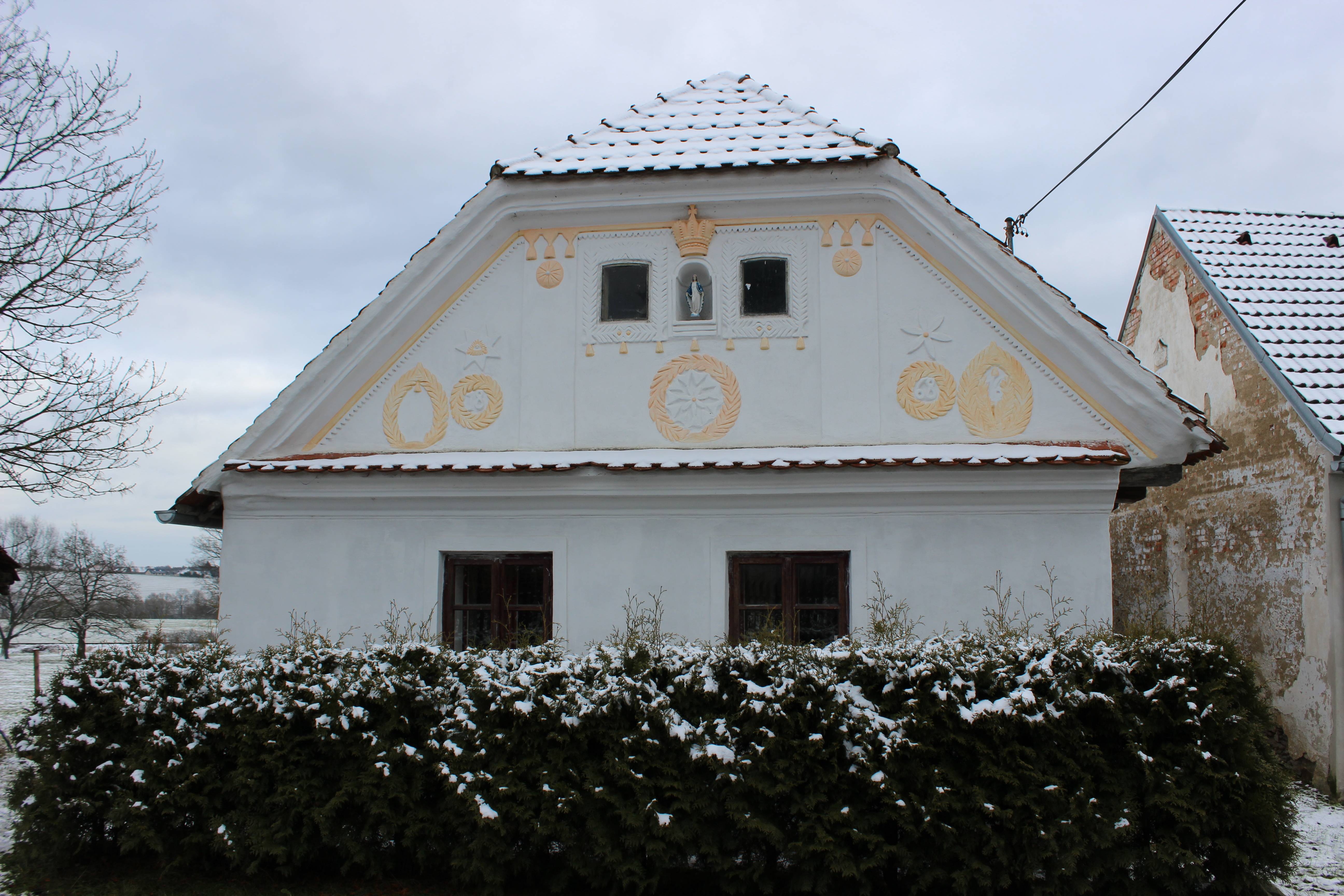
Stavení
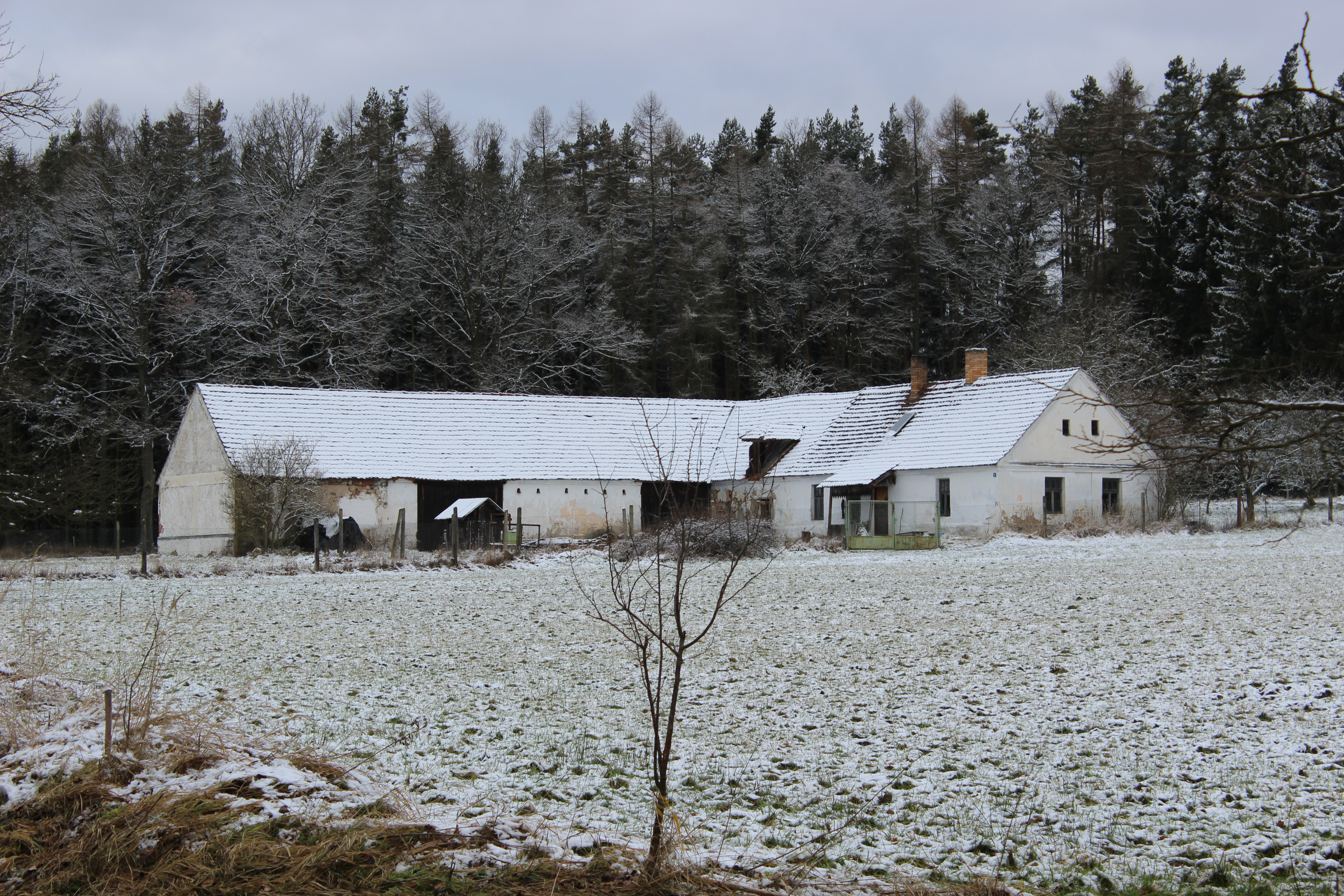
Samota
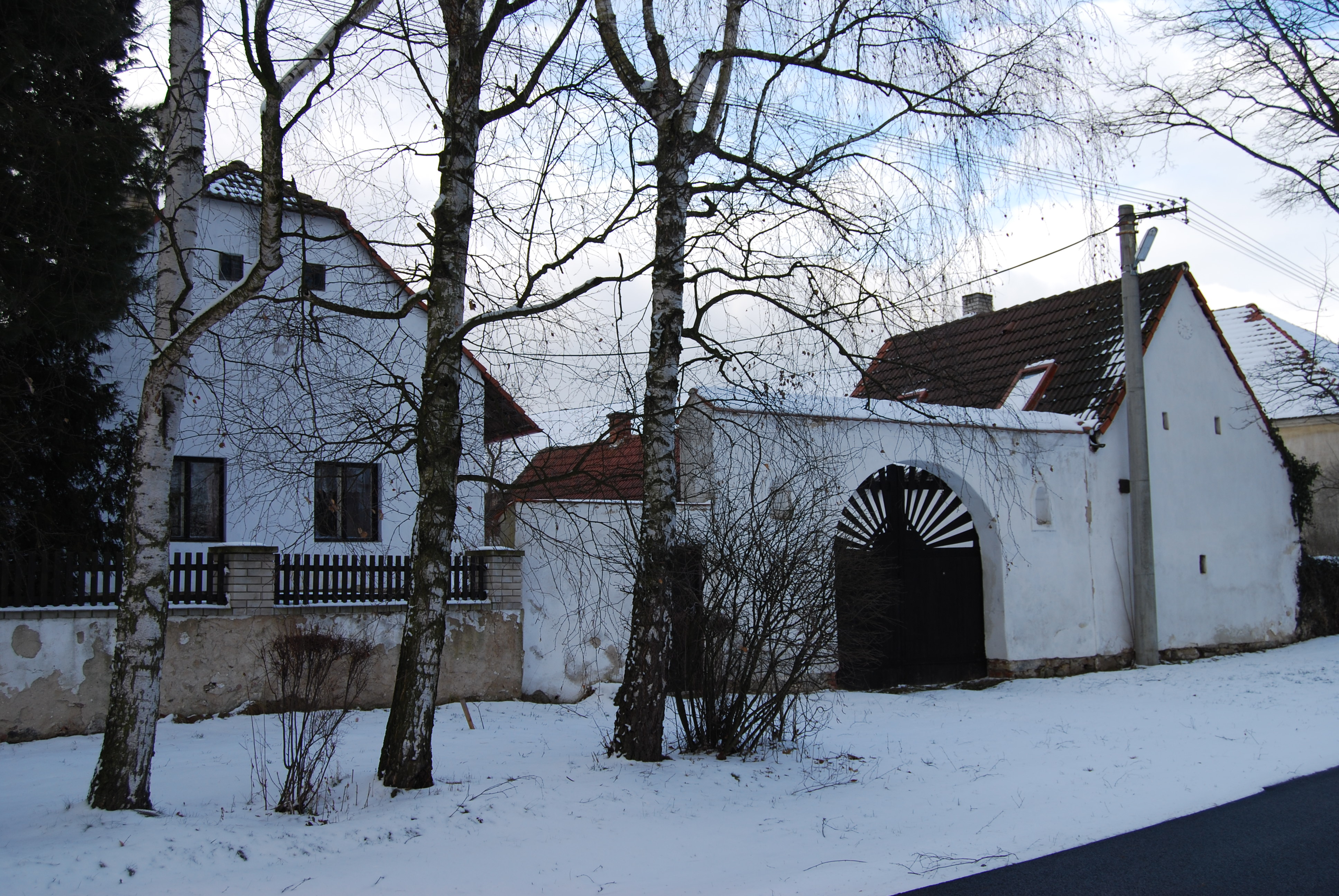
Stavení na návsi
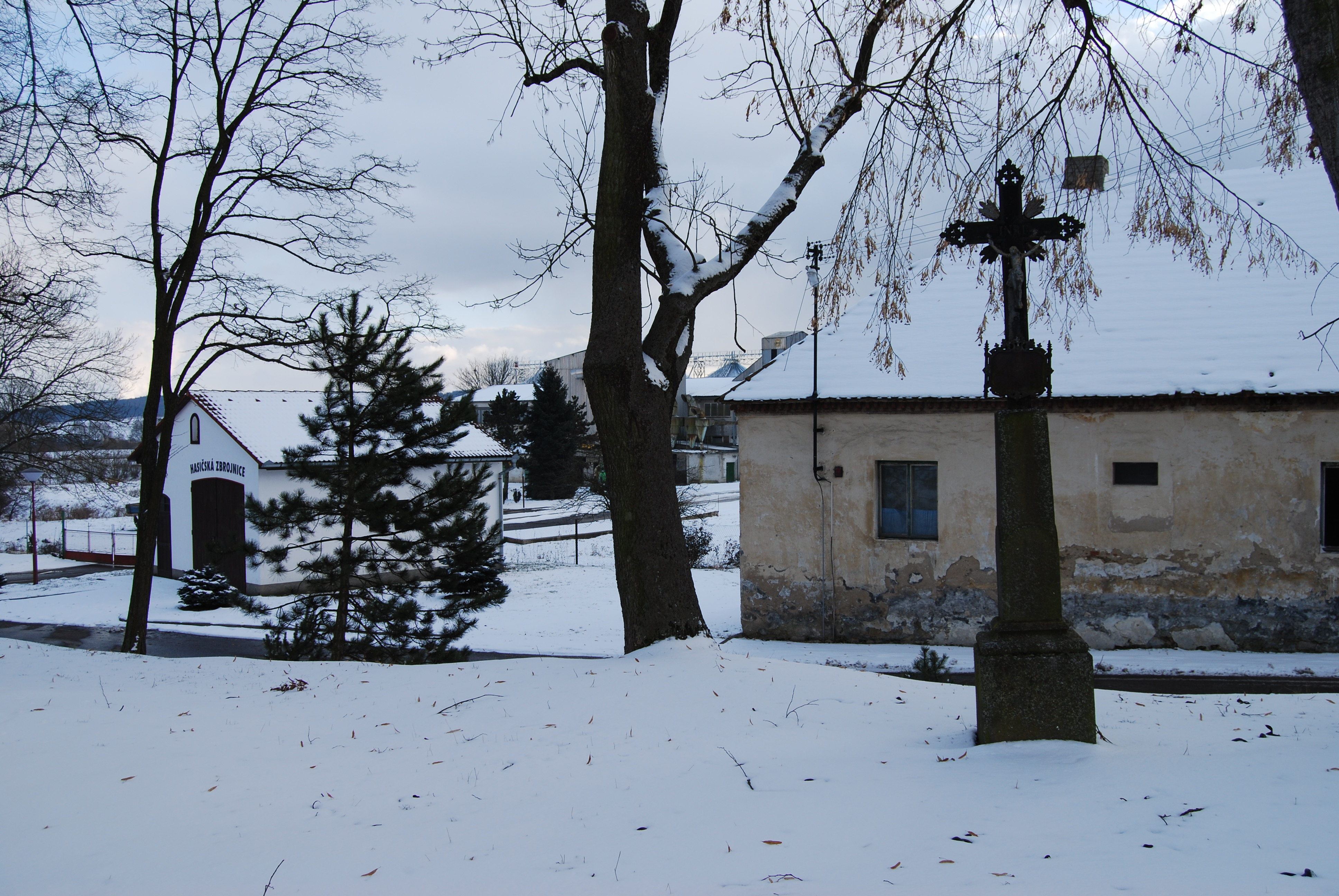
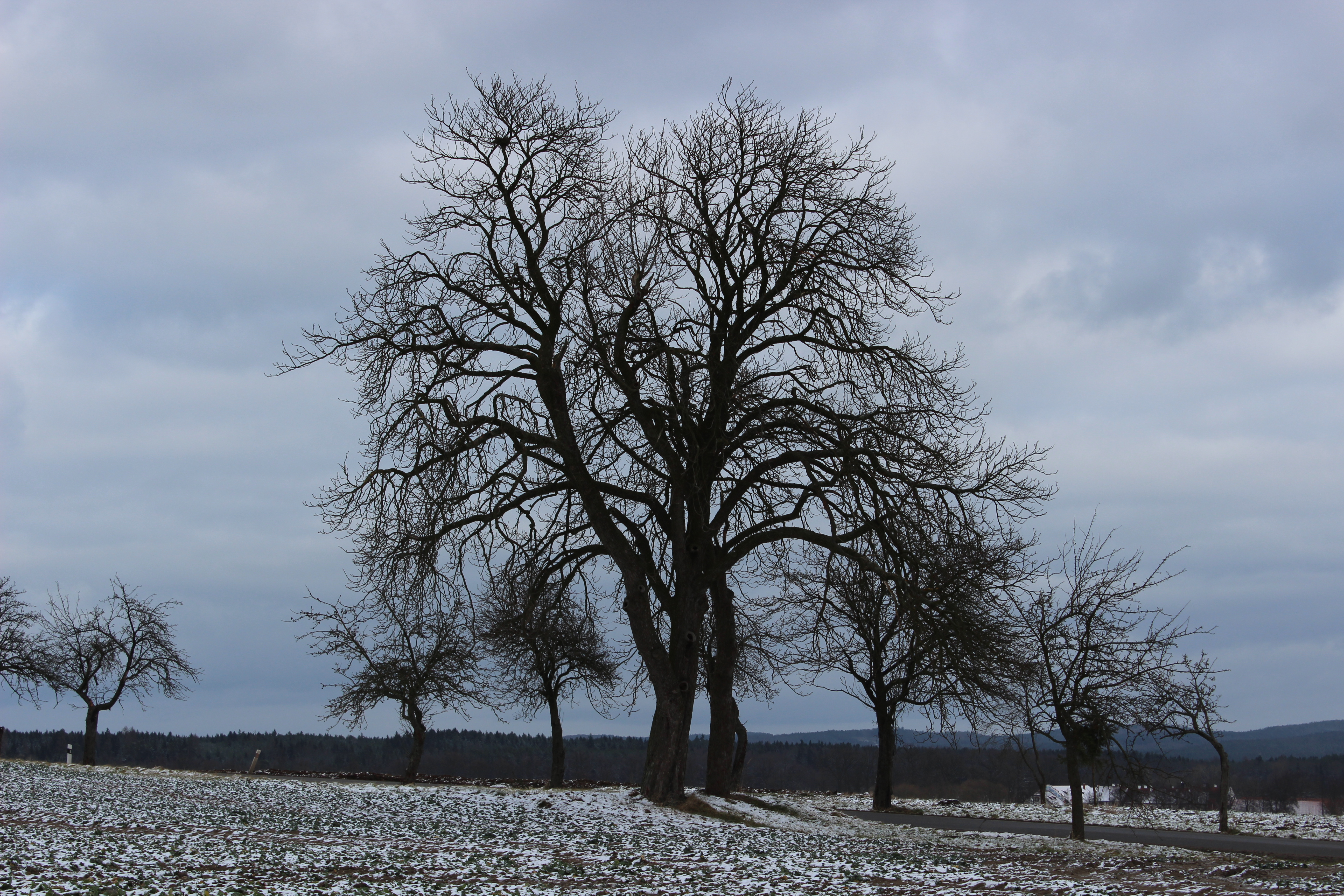
Silnice ve směru na Oslov
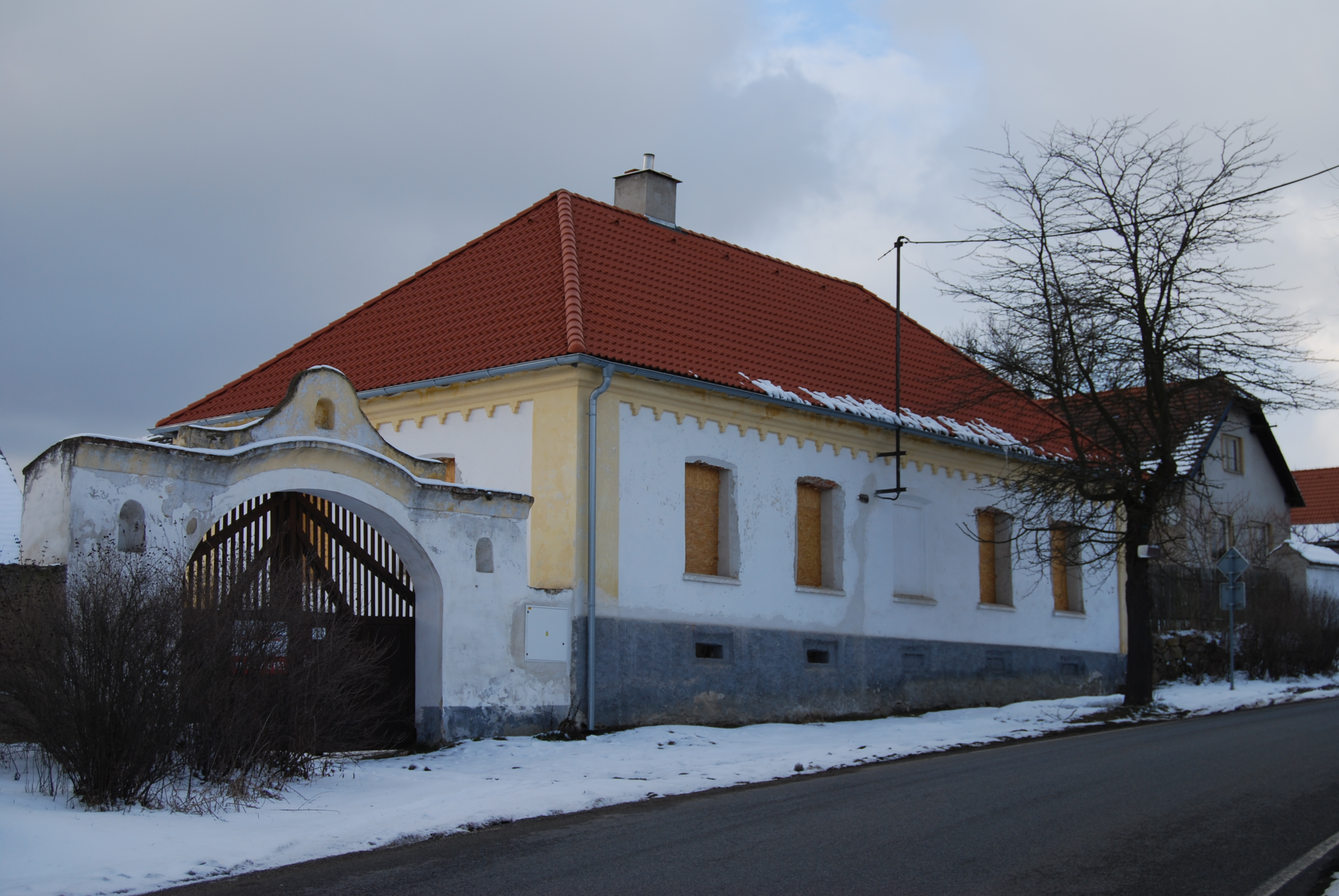
Stavení
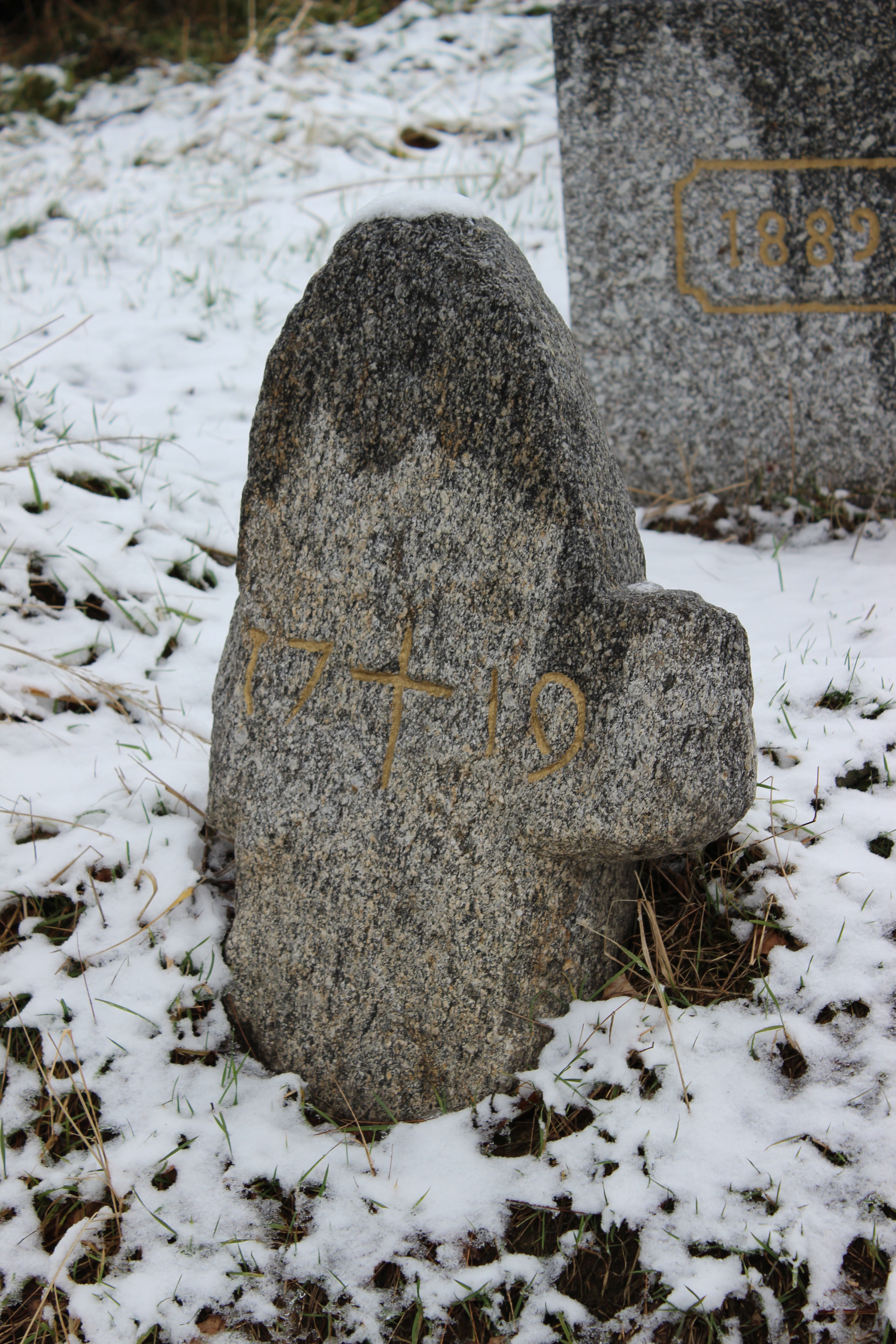
Smírčí kříž